# Martin Österdahl
Martin Österdahl, né le 12 octobre 1973 à Sollentuna, est un homme de télévision et auteur suédois.
Il a travaillé pour la télévision publique suédoise, Sveriges Television (SVT). De 2020 à 2025, il est le superviseur exécutif du Concours Eurovision de la chanson.

## Concours Eurovision
Martin Österdahl est membre du groupe de référence du Concours Eurovision de la chanson de 2012 à 2018. Il est le producteur exécutif des éditions suédoises de 2013 à Malmö et de 2016 (aux côtés de Johan Bernhagen) à Stockholm.
En janvier 2020, l'Union européenne de radio-télévision (UER) annonce que Martin Österdahl remplacera Jon Ola Sand en tant que superviseur exécutif du Concours Eurovision de la chanson après la finale du concours 2020 le 16 mai, ainsi que du Concours Eurovision de la chanson junior. Cependant, en raison de la pandémie de Covid-19, l'édition qui aurait dû se dérouler à Rotterdam en mai 2020 est annulée. Martin Österdahl devient donc le nouveau superviseur exécutif du concours après Eurovision: Europe Shine a Light, programme qui remplace le concours 2020.